# قصلان
قصلان، روستایی از توابع بخش سریش‌آباد شهرستان قروه در استان کردستان ایران است. زبان اهالی این روستا کردی سورانی است.
روستایی تاریخی دارای حمامی قدیمی دروه صفوی وتپه ای باستانی هفت هزار ساله در جنوب روستااست که یکی از نقاط گردشگری استان کردستان است

## جمعیت
این روستا در دهستان قصلان قرار دارد و براساس سرشماری مرکز آمار ایران در سال ۱۳۸۵، جمعیت آن ۱٬۱۳۵ نفر (۳۰۱خانوار) بوده است.